# أنطوني جانزون فان سالي

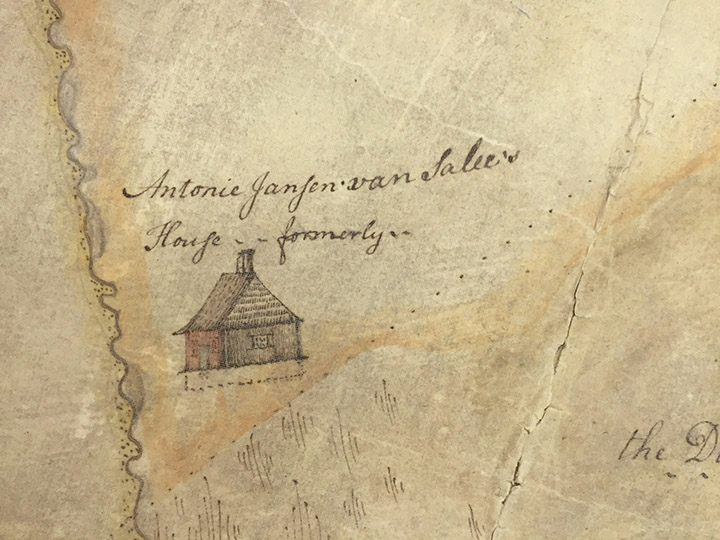
منزل فان سالي السابق في "مزرعة الترك" في لونغ آيلاند، تم تصويره في عام 1788.

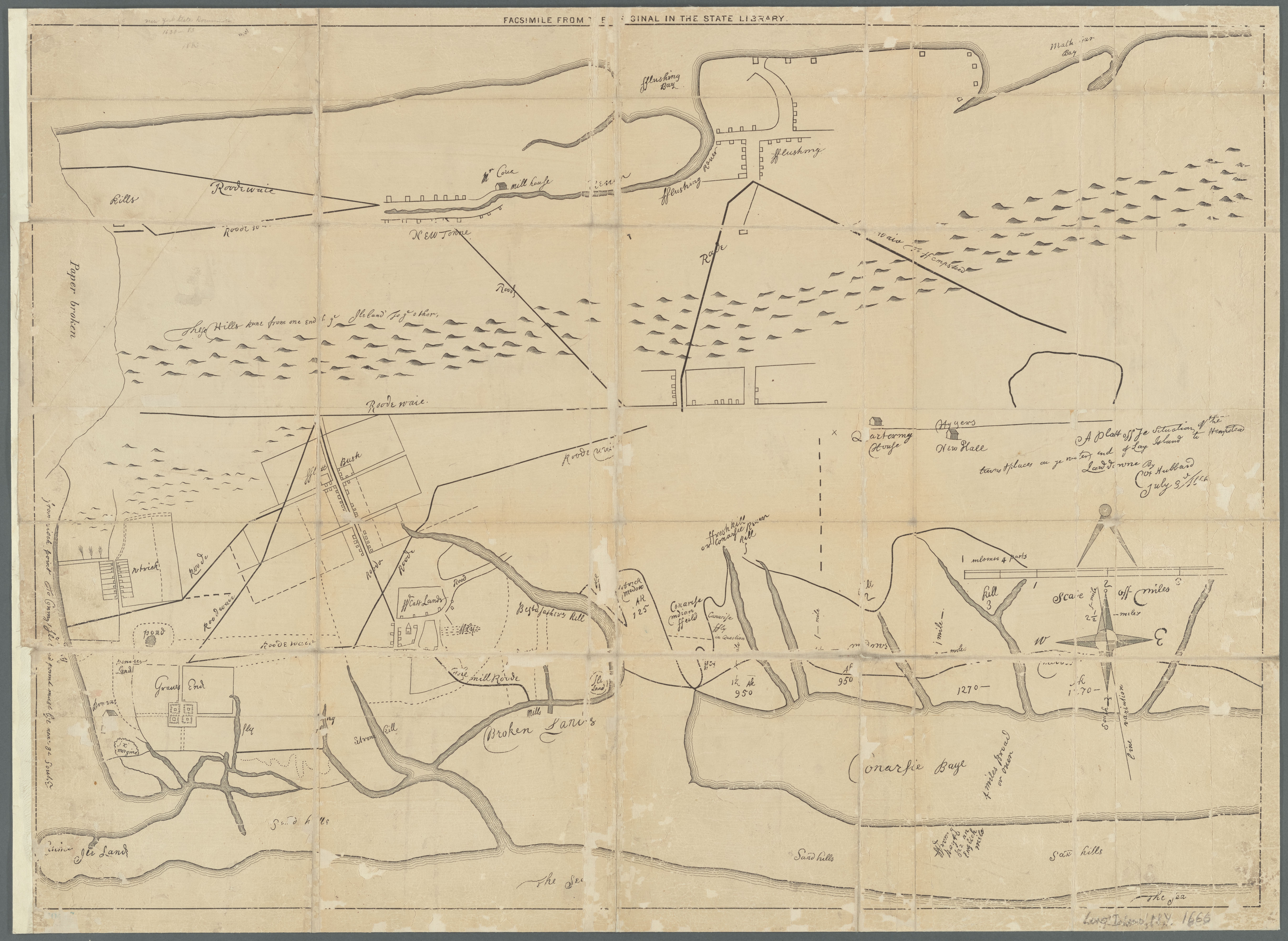
غرب جزيرة لونغ آيلاند وكوني آيلاند في عام 1666، بعد عامين من بيع فان سالي ممتلكاته إلى فرانسيس دي بروين أو براون.

أنطوني جانزون فان سالي (1607–1676) كان مستوطنًا أصليًا ومالكًا بارزًا للأراضي وتاجرًا ودائنًا في نيو نذرلاند، وهي مقاطعة استعمارية في القرن السابع عشر تابعة للجمهورية الهولندية تقع على الساحل الشرقي لما يُعرف الآن بالولايات المتحدة الأمريكية. يُعتقد أن فان سالي، المعروف باسم أنطوني التركي، كان ابن يان جانزون، وهو قبطان قرصان هولندي قاد قراصنة سالي [الإنجليزية] بعد أسره على يد القراصنة المحاهدين.
كان فان سالي وزوجته الأولى جريتسي موضوعًا لفضيحة كبيرة ودعاوى قضائية في نيو أمستردام، مما أدى إلى دوره في إنشاء مستوطنة جريفزند [الإنجليزية] ونيو أوتريخت [الإنجليزية]، بالإضافة إلى مستوطنات أخرى في لونغ آيلاند.
كان والده قد اعتنق الإسلام بعد أن وقع في قبضة قراصنة مجاهدين. من غير المعروف ما إذا كان فان سالي مسلمًا بنفسه؛ وإذا كان الأمر كذلك فقد يكون أول مستوطن مسلم حر في الأرض التي أصبحت فيما بعد الولايات المتحدة. كان يسجل أنه يمتلك نسخة من القرآن الكريم ولكن ربما كانت هذه النسخة إرثًا من والده. وقد يكون لديه أيضًا تراث من شمال أفريقيا أو الشرق الأوسط من خلال والدته - في حين تزوج خط أنطوني من عائلات أوروبية (مع فاندربيلت وأحفاد أرستقراطيين آخرين).